# Peter Murphy
Peter John Joseph Murphy (Northampton, 11 de julho de 1957) é um cantor e compositor britânico. Foi vocalista da banda Bauhaus, considerada uma das precursoras do rock gótico. Também tem um grande percurso em carreira solo com vários êxitos.

## Biografia
Mais conhecido como líder do Bauhaus, banda de enorme sucesso no início dos anos 1980, Murphy ao fim de cinco anos do Bauhaus abandona a banda e esta fica inativa. Em 1984 Peter Murphy entra num projeto chamado, Dali's Car, com Mick Karn, ex-membro dos Japan, que não obteve grande sucesso. É então aí que Peter Murphy decide lançar a sua carreira solo, afastando-se do estilo musical dos Bauhaus e entrando em outros estilos mais experimentais e intimistas que fez com que este ganhasse outros tipos de apreciadores. Muitos de seus trabalhos em carreira solo tiveram fortes influências de David Bowie.
A carreira solo de Peter Murphy começa com uma versão de Final Solution, canção do grupo experimental Pere Ubu. Os seus primeiros sucessos são as canções "Indigo Eyes" e "Dragnet Drag", ambas extraídas do seu segundo álbum "Love Hysteria", lançado em 1988, porém o seu apogeu surge em 1990 com os singles "Strange Kind of Love", "Cuts You Up" extraído álbum "Deep". Em 1995 Murphy teve outro álbum de grande sucesso, Cascade com singles como "Scarlet Thing In You" e "I´ll Fall Wiht Your Knife"
Em 1998 Peter Murphy fez uma turné de aniversário dos 20 anos dos Bauhaus.
Em 2006, Peter Murphy fez uma turné com os Nine Inch Nails, chegando a cantar diversas músicas do NIN como Reptile e Head Like a Hole. Ocorrem diversas apresentações "Bauhaus/Nine Inch Nails", misturando canções de ambos os grupos (além de canções dos Pere Ubu e TV On The Radio).
Em 2008, sem lançamentos de Bauhaus há 25 anos, é editado Go Away White. Com este lançamento, Murphy e os restantes elementos do Bauhaus garantem ser o derradeiro da final da banda.
Em agosto de 2013, Peter Murphy veio ao Brasil para apresentar a turnê "Mr. Moonlight Tour" no Carioca Club em São Paulo, para celebrar os 35 anos da criação do Bauhaus. Contou com "King Volcano" como música de abertura e clássicos da banda como "Bela Lugosi's Dead", "Kick In The Eye" e “She's In Parties".
No início do show foi apresentado um preview com músicas do novo álbum "Lion". As músicas apresentadas são "Eliza", "Gabriel", "Loctaine" e "The Ghost Of Shokan Lake". Perto do fim do show, Peter Murphy chama ao palco Wayne Hussey, do The Mission, que estava na plateia assistindo e então improvisaram juntos "Telegram Sam" e "Ziggy Stardust".

### Vida pessoal
Peter Murphy é casado com Beyhan e tem dois filhos Hurihan e Adem. Sua esposa dirigiu vários vídeos e é líder da Companhia Turca Nacional de Dança Moderna. Em 12 de dezembro de 2018, foi detido e expulso do concerto que realizava em Estocolmo por ter arremessado copos e garrafas de vidro sobre os espectadores que assistiam ao espectáculo, tendo ferido um fã.
No início de agosto de 2019, Murphy sofreu um infarto. Foi levado ao hospital quando sentiu-se mal antes de um show em Nova York. Passou por uma terapia intensiva no Hospital Lenox Hill, em Manhattan. Posteriormente, o músico afirmou que se recuperou completamente após a  terapia e tranquilizou os fãs através das redes sociais.

## Discografia
- 1986: "Should The World Fail To Fall Apart"
- 1988: "Love Hysteria"
- 1990: "Deep"
- 1992: "Holy Smoke"
- 1995: "Cascade"
- 1997: "Recall" EP
- 2000: "Wild Birds: 1985-1995"
- 2001: "A Live Just for Love"
- 2002: "Dust"
- 2004: "Unshattered"
- 2010: "Ninth"
- 2014: "Lion"

## Singles
| Ano  | Título                                                                 | Lugar na tabela | Lugar na tabela | Lugar na tabela    | Lugar na tabela | Álbum                               |
| Ano  | Título                                                                 | US Hot 100      | US Modern Rock  | US Mainstream Rock | UK              | Álbum                               |
| 1985 | "Final Solution"                                                       | -               | -               | -                  | -               | Should the World Fail to Fall Apart |
| 1986 | "Blue Heart"                                                           | -               | -               | -                  | -               | Should the World Fail to Fall Apart |
| 1986 | "Tale of the Tongue"                                                   | -               | -               | -                  | -               | Should the World Fail to Fall Apart |
| 1988 | "All Night Long"                                                       | -               | -               | -                  | -               | Love Hysteria                       |
| 1988 | "Blind Sublime"                                                        | -               | -               | -                  | -               | Love Hysteria                       |
| 1988 | "Indigo Eyes"                                                          | -               | -               | -                  | -               | Love Hysteria                       |
| 1989 | "The Line Between the Devil's Teeth (And That Which Cannot Be Repeat)" | -               | #18             | -                  | -               | Deep                                |
| 1990 | "Cuts You Up"                                                          | #55             | #1 (7 semanas)  | -                  | -               | Deep                                |
| 1990 | "A Strange Kind of Love [Version 1]"                                   | -               | #21             | -                  | -               | Deep                                |
| 1992 | "You're So Close"                                                      | -               | #18             | -                  | -               | Holy Smoke                          |
| 1992 | "The Sweetest Drop"                                                    | -               | #2              | -                  | -               | Holy Smoke                          |
| 1992 | "Hit Song"                                                             | -               | -               | -                  | -               | Holy Smoke                          |
| 1995 | "The Scarlet Thing in You"                                             | -               | -               | -                  | -               | Cascade                             |
| 1995 | "I'll Fall with Your Knife"                                            | -               | -               | -                  | -               | Cascade                             |